# Realms of Arkania: Blade of Destiny
Realms of Arkania:Blade of Destiny (en español Reinos de Arkania: La hoja del destino) es un videojuego de rol desarrollado por Attic Entertainment Software. Éste fue el primer videojuego basado en el sistema de bolígrafo y papel del juego de rol alemán Das Schwarze Auge. La versión original alemana salió a la venta en 1992. Debido a su éxito fue traducido al inglés en 1993.

## Historia
Un jefe orco ha unificado a todas las tribus de orcos y planea atacar las tierras de los humanos. El jugador es contratado por Hetman Tronde Torbensson, el líder de los Thorwalianos, para encontrar la espada Anillo Siniestro (la Hoja del Destino) y evitar la invasión orca a Thorwal. Pero Anillo Siniestro lleva perdida desde la muerte de su portador, Hetman Hyggelik el Magnífico. Para recuperar la espada, el jugador debe encontrar las piezas de un mapa del tesoro que muestra su localización. Una vez que la espada sea recuperada, el jugador debe derrotar al jefe orco y a sus seguidores. Si el jugador no tiene éxito antes de que transcurran dos años en el juego, los orcos atacarán y el jugador pierde la partida.

## Secuelas
- Datos: Q2482386

Blade of Destiny fue el primer juego de la conocida como Trilogía de las Tierras del Norte (Northlands Trilogy). Fue seguido de Realms of Arkania: Star Trail y Realms of Arkania: Shadows over Riva. Una característica destacable era que, una vez finalizado el juego, los jugadores podían importar sus personajes para poder seguir jugando con ellos en cualquiera de las secuelas.